# Un bandit corse
Un bandit corse est une nouvelle de Guy de Maupassant, parue en 1882.

## Origine de la nouvelle
Un bandit corse est initialement publiée dans la revue Gil Blas du 25 mai 1882, sous le pseudonyme Maufrigneuse, puis dans le recueil posthume Le Père Milon en 1899.

## Résumé
Le narrateur et son guide arrivent dans la vallée de la Niolo, un désert de granit, le « refuge des bandits ». Le guide lui raconte alors l’histoire du terrible Sainte-Lucie.
Jeune homme, il voit son père se faire tuer ; plutôt que de déclarer la vendetta, il s’enferme chez lui de peur de croiser les regards dédaigneux des villageois.
Plusieurs mois plus tard, l’assassin de son père se marie ; par bravade, la noce passe devant la maison de Sainte-Lucie. Ce dernier voit rouge et va cacher un fusil dans le maquis. Il rentre les mains vides et retourne de nuit attendre le fiancé avec ses garçons d’honneur. 
Il tue l’assassin de son père, blesse, puis achève un garçon d’honneur et va se cacher dans le maquis. Les gendarmes qui le cherchent arrêtent son oncle qui a été accusé par la partie adverse. Sainte-Lucie massacre toute la famille adverse, leur arrache les yeux, brûle les maisons, tue les alliés. Dans sa « carrière », il aura tué en tout quatorze gendarmes et fut jusqu'à sa mort le plus terrible des bandits dont tout le monde aura gardé le souvenir. 

## Édition française
- Maupassant, « Un bandit corse », dans Contes et Nouvelles, éditions Gallimard, coll. « Bibliothèque de la Pléiade », 1974 (ISBN 9782070108053, lire sur Wikisource).Texte établi et annoté par Louis Forestier.